# Legio XXVII
La Legio XXVII (en español, "Vigésimoséptima legión") de César fue una legión romana de Tardorrepublicano, cuyo origen está ligado al inicio de la guerra civil, cuando fue constituida por emisarios de Cayo Julio César a principios de 49 a. C.

## Historia
Fue reclutada con motivo del comienzo de la guerra civil. Estaba formado por emisarios de César, entre los que se encontraba Marco Antonio, con ciudadanos romanos, entre ellos expertos soldados de la Legio X que participaron en la Conquista de las Galias.
A finales de diciembre del 49 a. C. lo encontramos en Brundisium, lista para cruzar el mar Adriático con otras legiones. A principios de abril del 48 a. C. fue enviada a las órdenes del legatus legionis Lucio Casio Longino en Tesalia y Etolia para asegurar estos territorios para Cayo Julio César. Participó poco después en la batalla de Dirraquio, y el 9 de agosto siguiente en la decisiva batalla de Farsalia.
Después de Farsalia entró primero en Acaya y luego en Rodas, para llegar a Egipto en septiembre de 47 a. C. bajo las órdenes de Quinto Fufio Caleno para ayudar a César en la difícil situación egipcia. Permaneció en Egipto hasta poco antes de la muerte de César en marzo de 44 a. C.
Cuando fue asesinado César, la legión estaba en Siria, lista para actuar en la campaña planificada de César contra los partos. También sabemos que estuvo destinada en la provincia romana de Macedonia, aunque no sabemos exactamente cuándo. Probablemente pasó, junto con otras legiones desplegadas en el Este, del lado de Cayo Casio Longino y, por lo tanto, debería haber servido en el campo de los cesaricidas en la batalla de Filipos.
Más tarde, esta legión se reintegró entre las fuerzas de los triunviros, en particular con Octavio, participando entonces en la batalla de Actium en 31 a. C.
Parece que se disolvió en el año 30 a. C. cuando Octavio reformó el ejército romano, o al menos no más tarde de 14 a. C. , cuando se dio de baja entre 105.000 y 120.000 veteranos.